# Cryptocephalus flavipes
Cryptocephalus flavipes ist ein Käfer aus der Familie der Blattkäfer und der Unterfamilie der Fallkäfer (Cryptocephalinae).

## Merkmale des Käfers
Der Käfer hat eine Körperlänge von 3,6–5 mm (Weibchen) bzw. 3–4,2 mm (Männchen). Die Grundfarbe des Käfers ist glänzend schwarz. Der vordere und seitliche Saum des Halsschildes sowie der vordere seitliche Saum der Deckflügel ist gelb. Die ersten 4 Fühlerglieder sind gelb, die restlichen dunkel. Die Beine sind überwiegend gelblich, teils auch dunkel gefärbt. Der Kopf ist im vorderen Bereich gelb gefärbt mit einem dunklen Scheitelstrich.

## Verbreitung
Das Verbreitungsgebiet von Cryptocephalus flavipes erstreckt sich in der Paläarktis von Westeuropa bis nach Kleinasien. In Mitteleuropa ist die Art weit verbreitet und häufig. Auf den Britischen Inseln ist die Art nicht vertreten.

## Lebensweise
Die Käfer fliegen gewöhnlich von April bis August. Man findet sie gewöhnlich an Waldrändern – an Weißdorn (Crataegus), Eiche (Quercus), Hasel (Corylus) und Weide (Salix).

## Ähnliche Arten
- Cryptocephalus barneuli – Hauptunterscheidungsmerkmal der Weibchen ist die bei C. barneuli weniger stark ausgeprägte Gelbfärbung der Kopfvorderseite.[1]

## Etymologie
Der Namenszusatz flavipes leitet sich aus dem Lateinischen ab: flavus bedeutet „gelb“, pes bedeutet „Fuß“.